# Орлов, Василий Андреевич (монтажник)
Василий Андреевич Орлов — советский хозяйственный и государственный деятель, лауреат Государственной премии СССР за выдающиеся достижения в труде.

## Биография
Родился в 1933 году в селе Тетиевка. Член КПСС.
Окончил Челябинский монтажный техникум.
В 1956 году — слесарь в Запорожском котломонтажном управлении треста «Центросантехмонтаж».
В 1956—1959 — электромонтажник, в 1959—1993 годах — бригадир электромонтажников 1-го Челябинского монтажного управления треста «Южуралэлектромонтаж» Минмонтажспецстроя СССР.
В 1975—1979 годах бригада Орлов признавалась лучшей среди коллективов Минмонтажспецстроя СССР.
За совершенствование планирования работы бригад, внедрение блочно-комплектного метода строительства был в составе коллектива удостоен Государственной премии СССР за выдающиеся достижения в труде 1976 года.
Жил в Челябинске.

## Награды
- Орден Октябрьской Революции (1980)
- Орден Трудового Красного Знамени (1974)